# هیر ان اید

نمایی از ویدئو ستارگان محصول پروژه هیر ان اید

هیر ان اید (به انگلیسی: Hear 'n Aid) نام پروژه موسیقی هوی متال بود که در دههٔ ۸۰ میلادی بوسیله رانی جیمز دیو برای کسب درآمد و اهدا به مردمان فقیر آفریقا، تشکیل شد. در طول یک سال این پروژه موفق به دریافت یک میلیون دلار شد. در اجرای این پروژه ستارگان زیادی از راک و هوی متال با دیو همراه بودند.

## پیشینه
ایدهٔ برگزاری این پروژه برای اولین بار به ذهن جیمی بین و ویوین کمپل هنگامی که در یک ایستگاه رادیویی در لس آنجلس بودند خطور کرد. آن‌ها پیشنهاد را به رانی جیمز دیو ارائه کردند و او نیز از این فکر استقبال کرد. آهنگ «ستارگان»، توسط آن‌ها ضبط شد و با شمار بسیاری از اعضای گروه‌های هوی متال برای شرکت در این پروژه تماس گرفته شد.
در بیستم و بیست و یکم مه ۱۹۸۵، ۴۰ هنرمند و موسیقی دان از گروه‌های مختلف هوی متال در استودیوی ای‌اندام اِی‌اَنداِم رکوردز گردِهَم آمدند تا قطعه «ستارگان» ضبط شود. در این پروژه اعضای گروه‌هایی چون دیو، آیرن میدن، کوایت رایت، داکن، بلو اویستر کالت، ماتلی کرو، تویستد سیستر، جوداس پریستو کوئین‌سریچ شرکت داشتند. البته ضبط اصلی این قطعه قبلاً توسط رانی جیمز دیو و فرانکی بانالی در استودیو ساند سیتی در لس آنجلس انجام شده‌بود.

## عرضه شدگان
موارد زیر توسط پروژه برای کسب درآمد و اهدا به مردم آفریقا، به هواداران عرضه شد.
- هیر ان اید - ما ستاره‌ایم (هفتمین تک‌آهنگ)
- هیر ان اید - ما ستاره‌ایم (دوازدهمین تک‌آهنگ)
- هیر ان اید - نشست‌ها (وی‌اچ‌اس)
- هیر ان اید - سویشرت
- هیر ان اید - لباس عکس‌دار
- هیر ان اید - تی‌شرت
- هیر ان اید - دستمال سر
- هیر ان اید - پوستر رسمی
- هیر ان اید - گل سینه

### ستارگان
- اکسپت
- موتورهد
- راش
- کیس
- جیمی هندریکس
- دیو
- وای اند تی
- اسکورپیونز

## همراهان

### خوانندگان
| خواننده       | گروه            | تصویر خواننده |
| ------------- | --------------- | ------------- |
| اریک بلوم     | بلو اویستر کالت |               |
| رانی جیمز دیو | دیو             |               |
| دان داکن      | داکن            |               |
| کوین دوبراو   | کوایت رایت      |               |
| راب هالفرد    | جوداس پریست     |               |
| دیو منیکتی    | وای&تی          |               |
| پائول شرتینو  | راف کات         |               |
| گئوف تیت      | کوئین‌سریچ       |               |

### خوانندگان همخوان
- تامی الدریج (آزی آزبورن)
- دیو آلفورد (راف کات)
- کارمینا اپایس (وانیلا فاج/کینگ کبرا)
- وینی اپایس (دیو)
- جیمی بین (دیو)
- فرانکی بانالی (کوایت رایت)
- میک براون (داکن)
- ویوین کمپل (دیو)
- کارلوس کاوازو (کوایت رایت)
- امیر دراخ (راف کات)
- بوک دارما (بلو اویستر کالت)
- برد جیلیس (نایت رنجر)
- کریگ گلدی (جیافریا)
- کریس هگر (راف کات)
- کریس هلمز (وسپ)
- بلکی لاولس (وسپ)
- اینگوی مالمستین
- جرج لینچ (داکن)
- میک مارس (ماتلی کرو)
- مایکل مک‌کین
- دیو مورای (آیرن میدن)
- وینس نیل (ماتلی کرو)
- تد نیوجنت
- ادی اوجدا (تویستد سیستر)
- جف پیلسن (داکن)
- رادی سارزو (کوایت رایت)
- کلاود اشنل (دیو)
- نیل شان (جارنی)
- هری شیرر
- مارک اشتاین (وانیلا فاج)
- مت ثور (راف کات)

### نوازندگان لید گیتار
| نوازنده گیتار   | گروه                         | تصویر |
| --------------- | ---------------------------- | ----- |
| اینگوی مالمستین | اینگوی مالمستین رایزینگ فورس |       |
| ویوین کمپل      | دیو                          |       |
| کارلوس کاوازو   | کوایت رایت                   |       |
| بوک دارما       | بلو اویستر کالت              |       |
| کریگ گلدی       | جیافریا                      |       |
| برد جیلیس       | نایت رنجر                    |       |
| جرج لینچ        | داکن                         |       |
| ادی اوجدا       | تویستد سیستر                 |       |
| نیل شان         | جارنی                        |       |

### نوازندگان ریتم گیتار
| نوازنده گیتار | گروه      | تصویر |
| ------------- | --------- | ----- |
| دیو مورای     | آیرن میدن |       |
| آدریان اسمیث  | آیرن میدن |       |

### گیتار باس
| نوازنده گیتار | گروه |
| ------------- | ---- |
| جیمی بین      | دیو  |

### درامز
- وینی اپایس - (دیو)
- فرانکی بانالی - (کوایت رایت)

### کیبورد
- کلاود اشنل - (دیو)

## منبع
- «وب‌گاه DIO.net». بایگانی‌شده از اصلی در ۲ دسامبر ۲۰۱۰. دریافت‌شده در ۱۲-۱۲-۲۰۰۹. تاریخ وارد شده در |تاریخ بازدید= را بررسی کنید (کمک)
- مشارکت‌کنندگان ویکی‌پدیا. «Hear 'n Aid». در دانشنامهٔ ویکی‌پدیای انگلیسی، بازبینی‌شده در ۱۲-۱۲-۲۰۰۹.